# Limonia hebridicola
Limonia hebridicola is een tweevleugelige uit de familie steltmuggen (Limoniidae). De soort komt voor in het Australaziatisch gebied.